# Grand Prix automobile de Russie 2015
GP précédent GP suivant
Le Grand Prix automobile de Russie 2015 (2015  Formula 1 Russian Grand Prix), disputé le 11 octobre 2015, à Adler, sur l'Autodrome de Sotchi, est la 931e épreuve du championnat du monde de Formule 1 courue depuis 1950. Il s'agit de la deuxième édition du Grand Prix de Russie comptant pour le championnat du monde de Formule 1 et de la quinzième manche du championnat 2015. 
Nico Rosberg repousse Lewis Hamilton à 8 dixièmes de seconde lors des derniers essais libres du samedi matin puis se montre intouchable lors des trois phases qualificatives, décourageant son coéquipier dès sa première tentative en Q3. Les pilotes ont peu roulé le vendredi, à cause de la pluie et de l'état de la piste, puis le samedi matin, à cause du violent accident de Carlos Sainz Jr., et le champion du monde en titre n'a pas trouvé les bons réglages de sa Mercedes AMG F1 W06 Hybrid, contrairement à Rosberg qui obtient sa deuxième pole position consécutive, la dix-huitième de sa carrière. Comme à Suzuka deux semaines plus tôt, Valtteri Bottas, le meilleur derrière les Flèches d'Argent devance Sebastian Vettel sur la deuxième ligne tandis que la troisième ligne est à nouveau occupée par Kimi Räikkönen et Nico Hülkenberg. Sergio Pérez et Romain Grosjean sont en quatrième ligne et précèdent Max Verstappen et Daniel Ricciardo.
Lewis Hamilton, en prenant 25 points à son coéquipier Nico Rosberg, fait un grand pas vers son troisième titre mondial. Rosberg, qui réussit un bon envol abandonne en effet dès le septième tour à cause d'un problème d'accélérateur. Dès lors, Hamilton gère tranquillement sa course et s'impose pour la neuvième fois de la saison ; il obtient la quarante-deuxième victoire de sa carrière et rejoint Sebastian Vettel, devant Ayrton Senna, au classement des vainqueurs de Grands Prix. Vettel, auteur du meilleur tour et deuxième de l'épreuve, devient le dauphin d'Hamilton au championnat du monde aux dépens de Rosberg. Sergio Pérez, bien que dépassé par Valtteri Bottas et Kimi Räikkönen en fin de course, monte sur son cinquième podium depuis ses débuts en profitant de l'abandon de Bottas, accroché par Räikkönen qui, cinquième sous le drapeau à damier, est pénalisé de trente secondes et relégué au huitième rang, derrière Felipe Massa, Daniil Kvyat, Felipe Nasr et Pastor Maldonado. Jenson Button se classe neuvième tandis que son coéquipier Fernando Alonso, dixième à l'arrivée, est pénalisé de 5 secondes pour avoir dépassé les limites de la piste à plusieurs reprises et perd sa place au profit de Max Verstappen qui prend le dernier point.
Lewis Hamilton conforte son avance en tête du championnat du monde, avec 66 points de plus que Sebastian Vettel (302 points contre 236). Rosberg, après son abandon, compte toujours 229 points mais descend à la troisième place, devant Kimi Räikkönen (123 points), Valtteri Bottas (111 points) et Felipe Massa (109 points). Daniil Kvyat (76 points) repasse devant son coéquipier Daniel Ricciardo (73 points) et Sergio Pérez (54 points) repasse devant Romain Grosjean (44 points).
Mercedes, avec 531 points, remporte son second titre mondial des constructeurs, sur le même circuit qu'en 2014. La Scuderia Ferrari est deuxième avec 359 points tandis que Williams, avec 220 points, reste à la troisième place ; suivent Red Bull Racing (149 points), Force India (92 points) et Lotus F1 Team (66 points). La Scuderia Toro Rosso, avec 45 points, précède Sauber (34 points) et McLaren (19 points). Manor Marussia n'a pas encore inscrit de point.

## Essais libres

### Première séance, le vendredi de 10 h 30 à 11 h 30
| Pos. | Pilote           | Voiture              | Chrono         | Écart     |
| ---- | ---------------- | -------------------- | -------------- | --------- |
| 1    | Nico Hülkenberg  | Force India-Mercedes | 1 min 44 s 355 |           |
| 2    | Nico Rosberg     | Mercedes             | 1 min 44 s 407 | + 0 s 052 |
| 3    | Sebastian Vettel | Ferrari              | 1 min 44 s 986 | + 0 s 631 |
| 4    | Sergio Pérez     | Force India-Mercedes | 1 mo, 45 s 146 | + 0 s 791 |
| 5    | Daniel Ricciardo | Red Bull-Renault     | 1 min 45 s 233 | + 0 s 878 |
| 6    | Carlos Sainz Jr. | Toro Rosso-Renault   | 1 min 45 s 488 | + 1 s 133 |

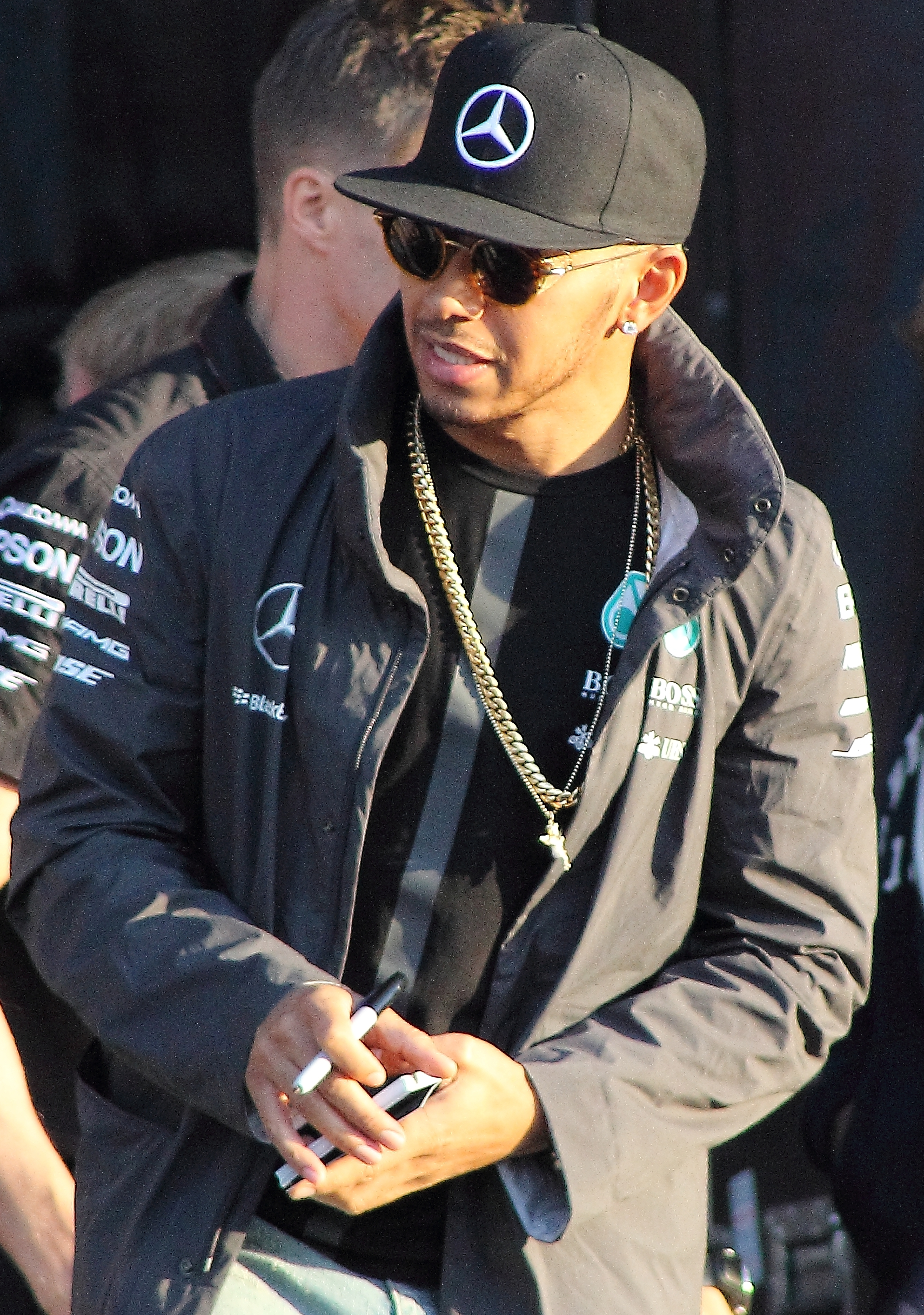
Lewis Hamilton au Grand Prix de Russie 2015.

La première séance d'essais libres du Grand Prix de Russie débute avec une demi-heure de retard en raison de la présence de gazole dans les secteurs 2 et 3 de la piste qui a nécessité l'intervention des commissaires sur le circuit pour effectuer son nettoyage à l'aide de citernes pleines d'eau et de sable. Après avoir pensé à reporter la séance, Charlie Whiting, le directeur de course de la FIA, annonce sa réduction à une heure au lieu de quatre-vingt-dix minutes en application de l'article 31.5 du code sportif qui stipule que deux séances d'essais ne peuvent pas être séparées de moins de deux heures. Les équipes n'ont pas le droit d'utiliser le train de pneumatiques supplémentaire normalement attribué pour la première demi-heure par Pirelli,,.  
Après ce contretemps, les pilotes s'élancent pour boucler un premier tour d'installation sur une piste totalement détrempée. Il faut attendre la mi-séance pour que Fernando Alonso réalise le premier tour lancé chronométré, en 1 min 53 s 854 ; le pilote espagnol, qui roule en pneus tendres pour le sec glisse beaucoup dans de nombreuses portions du circuit. Au volant de sa McLaren MP4-30, il teste de nouvelles pièces au niveau du moteur, à la sonorité différente, et au niveau de l'aileron et des suspensions avant. Mercedes introduit pour sa part un nouveau design d'aileron avant sur sa Mercedes AMG F1 W06 Hybrid,,.
Les premiers passages en gommes intermédiaires (Valtteri Bottas sortant même en pneumatiques « pleine pluie ») n'ont pour but que de tenter de balayer la piste. Sebastian Vettel annonce même au micro : « Quel bazar ! » et décide de conserver ses pneumatiques intermédiaires. Jenson Button, Marcus Ericsson et Felipe Nasr choisissent, comme Alonso, de chausser les pneus tendres et, à vingt minutes du drapeau à damier, Button prend la tête en bouclant son tour en 1 min 50 s 920, juste avant le retour de la pluie. Sous une légère ondée, Max Verstappen améliore en 1 min 50 s 870 puis Alonso repasse en tête en 1 min 49 s 240, sur une piste bondée en ces derniers instants d'essais,,.
Alors que la trajectoire s'assèche, les temps tombent passage après passage ; ainsi Valtteri Bottas passe en tête en 1 min 47 s 959 mais sa performance est battue par Alonso (1 min 47 s 443), Nico Hülkenberg (1 min 45 s 987), Sebastian Vettel en deux temps (1 min 45 s 491 puis 1 min 44 s 986) et Nico Rosberg (1 min 44 s 407). Nico Hülkenberg réalise finalement la meilleure performance, en 1 min 44 s 355 alors que Lewis Hamilton part en tête-à-queue,,.
- Jolyon Palmer, pilote essayeur chez Lotus F1 Team, remplace Romain Grosjean lors de cette séance d'essais.

### Deuxième séance, le vendredi de 14 h à 15 h 30
| Pos. | Pilote           | Voiture            | Chrono         | Écart     |
| ---- | ---------------- | ------------------ | -------------- | --------- |
| 1    | Felipe Massa     | Williams-Mercedes  | 2 min 00 s 458 |           |
| 2    | Sebastian Vettel | Ferrari            | 2 min 00 s 659 | + 0 s 201 |
| 3    | Valtteri Bottas  | Williams-Mercedes  | 2 min 00 s 688 | + 0 s 230 |
| 4    | Max Verstappen   | Toro Rosso-Renault | 2 min 00 s 806 | + 0 s 348 |
| 5    | Fernando Alonso  | McLaren-Honda      | 2 min 01 s 077 | + 0 s 619 |
| 6    | Daniil Kvyat     | Red Bull-Renault   | 2 min 01 s 418 | + 0 s 960 |

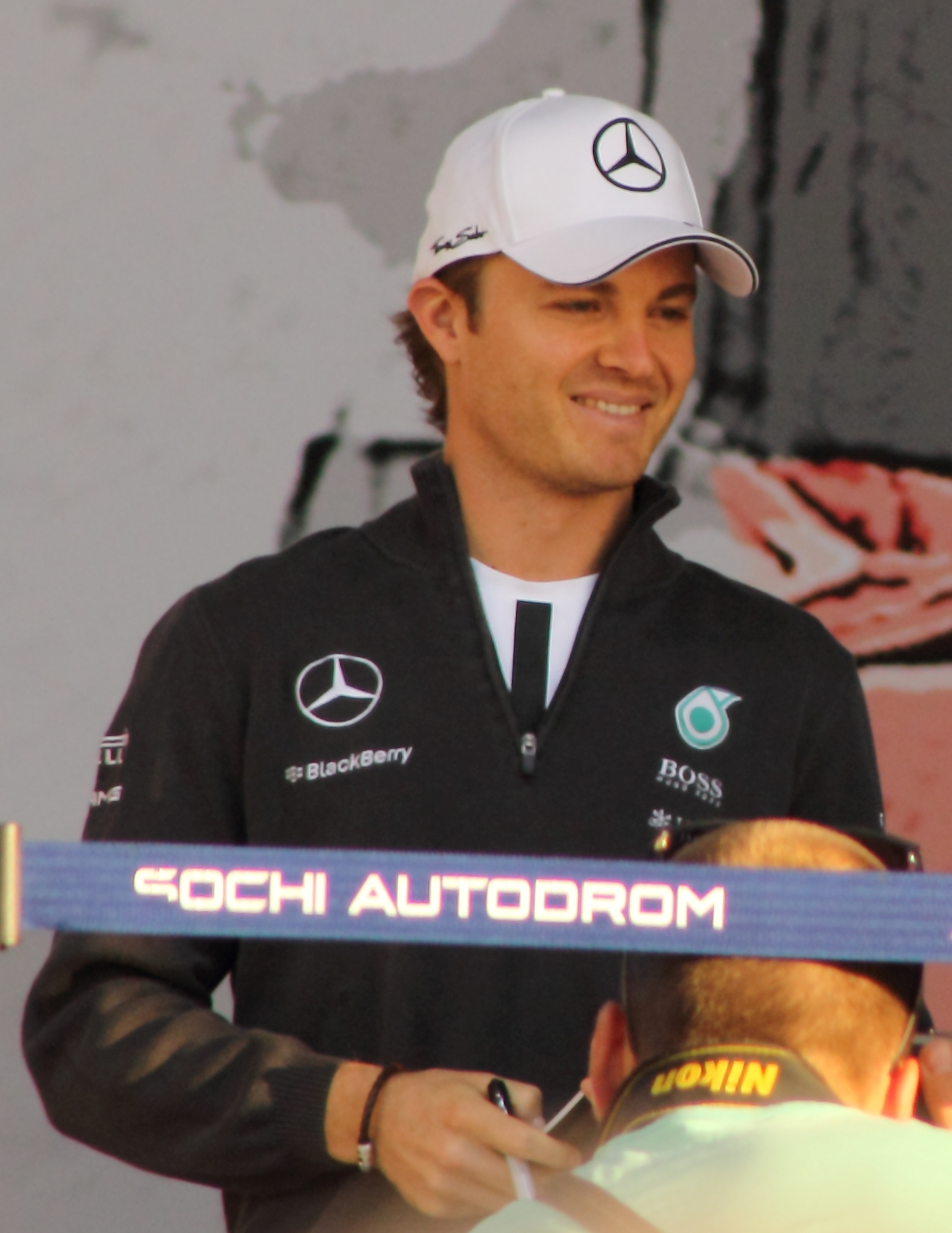
Nico Rosberg au Grand Prix de Russie 2015.

Il pleut à nouveau au début de la deuxième séance d'essais libres et il faut attendre plus de vingt minutes pour que Sebastian Vettel, premier pilote en piste, effectue un tour d'installation, en pneus « pleine pluie » et au ralenti, sur une piste gorgée d'eau. Fernando Alonso fait de même quelques minutes plus tard puis se lance dans une série de tours chronométrés ; il établit le temps de référence en 2 min 05 s 599 et améliore en 2 min 02 s 414 puis 2 min 01 s 077. Valtteri Bottas tente également d'effectuer un tour lancé mais coupe son effort et rentre aux stands,,. 
Dans la dernière demi-heure, alors que les pilotes Mercedes Lewis Hamilton et Nico Rosberg sont rentrés au stand après un unique tour d'installation, Carlos Sainz Jr., en pneus « pleine pluie » est le premier à tenter de répliquer à Alonso, en 2 min 05 s 973. À vingt minutes du terme, Max Verstappen, au volant de la seconde Toro Rosso STR10, prend le commandement en 2 min 00 s 806,,. Les cinq dernières minutes sont plus actives puisque Felipe Massa, Daniil Kvyat et Vettel tentent d'établir un temps chronométré tandis que McLaren rappelle Alonso en raison d'un problème. Massa, en 2 min 00 s 458, réalise le meilleur temps de la session, devant Vettel 2 min 00 s 659 et Bottas 2 min 00 s 688,,. 
Seuls huit pilotes bouclent un tour chronométré lors de cette séance (Carlos Sainz Jr. septième temps en 2 min 02 s 805 et Jenson Button huitième en 2 min 02 s 845). Six pilotes ne sortent pas des stands ; les autres (Rosberg, Ericsson, Hamilton, Perez, Hülkenberg, Ricciardo) y reviennent avant d'avoir passé la ligne de chronométrage.

### Troisième séance, le samedi de 12 h à 13 h
| Pos. | Pilote          | Voiture              | Chrono         | Écart     |
| ---- | --------------- | -------------------- | -------------- | --------- |
| 1    | Nico Rosberg    | Mercedes             | 1 min 38 s 561 |           |
| 2    | Valtteri Bottas | Williams-Mercedes    | 1 min 39 s 287 | + 0 s 726 |
| 3    | Lewis Hamilton  | Mercedes             | 1 min 39 s 363 | + 0 s 802 |
| 4    | Sergio Pérez    | Force India-Mercedes | 1 min 39 s 616 | + 1 s 055 |
| 5    | Felipe Massa    | Williams-Mercedes    | 1 min 39 s 875 | + 1 s 314 |
| 6    | Nico Hülkenberg | Force India-Mercedes | 1 min 39 s 917 | + 1 s 356 |

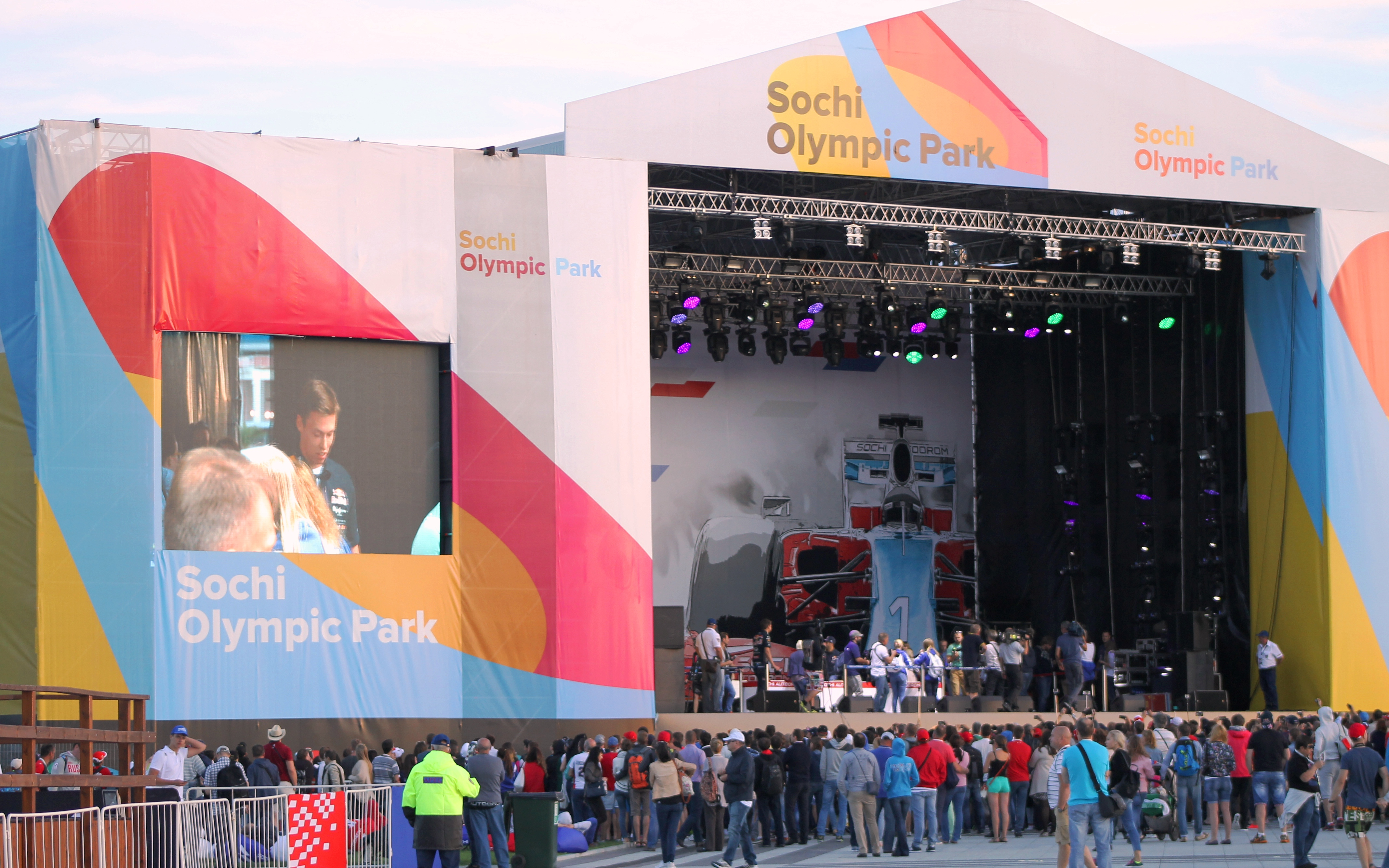
La session d'autographes des pilotes au Grand Prix de Russie 2015.

Le temps est enfin sec à Adler, sur le site du circuit de Sotchi, au début de la dernière séance d'essais libres du Grand Prix. Cette séance est d'une importance capitale pour les écuries dont le programme a été totalement chamboulé par l'état de la piste et les conditions météorologiques du vendredi. Avant même que le feu ne passe au vert, des pilotes se présentent au bout de la ligne des stands, certains en pneus tendres, d'autres en super-tendres ; tous se livrent à une procédure de départ. Comme il y a énormément d'activité dans ces premières minutes, il est difficile pour les pilotes de boucler un premier tour lancé clair. Daniil Kvyat est le premier à établir un tour chronométré, amélioré dans la foulée par une demi-douzaine d'autres pilotes. Après un quart d'heure, alors que tous ont pu appréhender pleinement le circuit hormis les pilotes de la Scuderia Ferrari qui n'ont pas encore pris la piste, Valtteri Bottas, en 1 min 42 s 829 puis 1 min 40 s 617, fixe le temps de référence avec plus de deux secondes d'avance sur ses rivaux,,.
Felipe Massa échoue à 355 millièmes de seconde de son équipier puis rentre aux stands en se plaignant d'un problème de transmission nécessitant un changement de volant. Après vingt minutes, Max Verstappen part en tête-à-queue dans le dernier virage, sans conséquence. Roberto Merhi reçoit une consigne ferme de son stand lui intimant de ne pas abuser des limites de la piste. Valtteri Bottas chausse les pneus super-tendres et améliore sa performance, en 1 min 40 s 275. Nico Rosberg réplique immédiatement, en 1 min 38 s 941 et améliore dans la foulée, en 1 min 38 s 561,,.
Après trente-cinq minutes, Carlos Sainz Jr. perd le contrôle de sa Toro Rosso STR10 au freinage et tape un mur de pneus sur sa gauche ; incapable de négocier le virage no 14, il percute les barrières de « Tech-pro » qui se soulèvent à l'impact et emprisonnent la monoplace. Afin de permettre aux commissaires de piste de procéder à la désincarcération du pilote, Charlie Whiting annonce la fin de la session sur drapeau rouge. À 12 h 12, Carlos Sainz, conscient et faisant un signe du pouce pour montrer qu'il va bien, est transporté sur une civière vers le centre médical pour un premier examen puis évacué en hélicoptère à l'hôpital pour des examens approfondis,,.

## Séance de qualifications

### Résultats des qualifications

#### Session Q1
Dix-neuf pilotes participent aux qualifications et quatre seulement seront éliminés à l'issue de la phase Q1 car Carlos Sainz Jr., qui est à l'hôpital pour passer des examens, déclare forfait pour cette séance de qualifications. En raison du très faible temps de roulage depuis le début du weekend, on constate beaucoup d'activité en piste dès les premiers instants de la séance qui débute à l'heure prévue, la réparation des barrières de protection du virage no 14, endommagées par l'accident de Sainz, étant terminée. Pastor Maldonado part immédiatement en tête-à-queue mais ne touche pas le mur tandis que Nico Rosberg fixe le temps de référence en 1 min 38 s 556, chaussé des pneus les plus durs proposés par Pirelli. L'Allemand tourne une seconde plus vite que n'importe quel autre pilote en piste ; son coéquipier Lewis Hamilton hausse son niveau pour revenir à 215 millièmes de secondes,,.
Alors que de nombreux pilotes chaussent d'ores et déjà les pneus les plus tendres proposés (« spécification supertendre »), Rosberg, toujours en pneus durs, améliore son temps, en 1 min 38 s 343, alors qu'il reste encore huit minutes avant la fin de la session. Sebastian Vettel, après avoir réalisé un bon temps en pneus tendres en se classant juste derrière Hamilton, détruit son train de pneus supertendres en bloquant ses roues ; il est contraint de passer par les stands à quatre minutes du drapeau à damier avec un énorme méplat sur son pneu avant-gauche,,. 
Personne ne parvient à faire mieux que Rosberg qui devance finalement Valtteri Bottas et Hamilton. Fernando Alonso, Marcus Ericsson, Will Stevens et Roberto Merhi sont les quatre premiers éliminés des qualifications ; Sainz, autorisé à prendre part à la course, partira depuis la dernière place de la grille de départ,,.

#### Session Q2
Tout le plateau, y compris les pilotes Mercedes, chausse les pneus supertendres pour affronter la piste très peu adhérente de Sotchi. Le tour potentiellement le plus rapide sur un relais n'est pas, ici, le premier tour lancé mais le second car les pneumatiques mettent plus de temps à atteindre leur température optimale d'exploitation ; tous espèrent avoir assez de temps pour aligner une série suffisante de tours leur permettant de réaliser une bonne performance. Comme en Q1, Nico Rosberg fixe le temps de référence, en 1 min 38 s 335,,. 
Lewis Hamilton améliore dans chacun des secteurs et, en 1 min 37 s 672, bat la pole position de l'édition précédente de l'épreuve. Rosberg réplique en 1 min 37 s 500 alors que les deux pilotes de la Scuderia Ferrari  sont toujours dans leur stand. Kimi Raïkkönen et Sebastian Vettel ne sortent qu'à cinq minutes de la fin et se qualifient à une seconde des Mercedes,,.
Alors que Valtteri Bottas réalise le troisième temps de la session, son coéquipier Felipe Massa termine dernier de la Q2 au volant d'une Williams FW37 qui semble pourtant performante sur ce tracé ; il est accompagné des autres éliminés que sont Pastor Maldonado, Jenson Button, Felipe Nasr et le régional de l'étape, Daniil Kvyat,,.

#### Session Q3
Sergio Pérez, sorti le premier avec son coéquipier Nico Hülkenberg, réalise le temps de référence, en 1 min 38 s 691, mais sa performance est améliorée dans la foulée par Kimi Raïkkönen, en 1 min 38 s 348, puis par Valtteri Bottas, en 1 min 37 s 912. Nico Rosberg prend ensuite la tête, en 1 min 37 s 113 s, et devance son coéquipier Lewis Hamilton, second, de 320 millièmes de seconde,,. 
Hamilton rentre au stand prématurément après une erreur dans le virage no 13 et n'effectue pas de seconde tentative pour subtiliser la pole position à son équipier. Valtteri Bottas, en 1 min 37 s 912, obtient le troisième temps et est accompagné en deuxième ligne par Sebastian Vettel (1 min 38 s 160). Kimi Raïkkönen, cinquième en 1 min 38 s 348, devance Hülkenberg, Pérez, Romain Grosjean et Max Verstappen (qui ne se sont élancés qu'en toute fin de séance) et Daniel Ricciardo,,.

### Grille de départ
| Pos.                                                                                      | Pilote           | Écurie                 | Qualifications 1 | Qualifications 2 | Qualifications 3 |
| ----------------------------------------------------------------------------------------- | ---------------- | ---------------------- | ---------------- | ---------------- | ---------------- |
| 1                                                                                         | Nico Rosberg     | Mercedes               | 1 min 38 s 343   | 1 min 37 s 500   | 1 min 37 s 113   |
| 2                                                                                         | Lewis Hamilton   | Mercedes               | 1 min 38 s 558   | 1 min 37 s 672   | 1 min 37 s 433   |
| 3                                                                                         | Valtteri Bottas  | Williams-Mercedes      | 1 min 38 s 448   | 1 min 38 s 194   | 1 min 37 s 912   |
| 4                                                                                         | Sebastian Vettel | Ferrari                | 1 min 38 s 598   | 1 min 38 s 402   | 1 min 37 s 965   |
| 5                                                                                         | Kimi Räikkönen   | Ferrari                | 1 min 39 s 207   | 1 min 38 s 224   | 1 min 38 s 348   |
| 6                                                                                         | Nico Hülkenberg  | Force India-Mercedes   | 1 min 39 s 250   | 1 min 38 s 727   | 1 min 38 s 659   |
| 7                                                                                         | Sergio Pérez     | Force India-Mercedes   | 1 min 39 s 617   | 1 min 38 s 914   | 1 min 38 s 691   |
| 8                                                                                         | Romain Grosjean  | Lotus-Mercedes         | 1 min 39 s 056   | 1 min 38 s 754   | 1 min 38 s 787   |
| 9                                                                                         | Max Verstappen   | Toro Rosso-Renault     | 1 min 39 s 411   | 1 min 39 s 119   | 1 min 38 s 924   |
| 10                                                                                        | Daniel Ricciardo | Red Bull-Renault       | 1 min 39 s 574   | 1 min 39 s 005   | 1 min 39 s 728   |
| 11                                                                                        | Daniil Kvyat     | Red Bull-Renault       | 1 min 39 s 580   | 1 min 39 s 214   |                  |
| 12                                                                                        | Felipe Nasr      | Sauber-Ferrari         | 1 min 40 s 042   | 1 min 39 s 323   |                  |
| 13                                                                                        | Jenson Button    | McLaren-Honda          | 1 min 39 s 739   | 1 min 39 s 763   |                  |
| 14                                                                                        | Pastor Maldonado | Lotus-Mercedes         | 1 min 39 s 724   | 1 min 39 s 811   |                  |
| 15                                                                                        | Felipe Massa     | Williams-Mercedes      | 1 min 38 s 926   | 1 min 39 s 895   |                  |
| 16                                                                                        | Fernando Alonso  | McLaren-Honda          | 1 min 40 s 144   |                  |                  |
| 17                                                                                        | Marcus Ericsson  | Sauber-Ferrari         | 1 min 40 s 660   |                  |                  |
| 18                                                                                        | Will Stevens     | Manor Marussia-Ferrari | 1 min 43 s 693   |                  |                  |
| 19                                                                                        | Roberto Merhi    | Manor Marussia-Ferrari | 1 min 43 s 804   |                  |                  |
| Temps minimal à réaliser pour la qualification : 1 min 45 s 227 (107 % de 1 min 38 s 343) |                  |                        |                  |                  |                  |
| Nq.                                                                                       | Carlos Sainz Jr. | Toro Rosso-Renault     |                  |                  |                  |

- Carlos Sainz Jr., hospitalisé après sa sortie de piste lors de la troisième séance d'essais libres n'a pas participé a la séance de qualification. Il est autorisé par les médecins de la FIA à prendre le départ de la course depuis la dernière place de la grille[21].
- Fernando Alonso, seizième des qualifications, est pénalisé d'un recul de 35 places sur la grille en raison de changements de différentes pièces de son moteur. Il s'élance de la dix-neuvième place sur la grille car Carlos Sainz part depuis la dernière place[21].
- Roberto Merhi, dix-neuvième des qualifications, est pénalisé d'un recul de 20 places pour les mêmes raisons sur son moteur. Il gagne cependant une place grâce à la pénalité d'Alonso et au départ depuis la dernière place de Carlos Sainz[21].

## Course

### Déroulement de l'épreuve
Si le ciel est nuageux, il ne pleut toutefois pas au départ du Grand Prix de Russie. Carlos Sainz Jr., victime d'un spectaculaire accident lors des essais libres, a été déclaré apte à participer par les médecins et s'élance depuis la dernière place de la grille, juste derrière Roberto Merhi et Fernando Alonso, pénalisés d'un recul de 20 et 35 places pour divers changements sur leurs moteurs ; les trois pilotes espagnols partent ainsi des trois dernières places. Nico Rosberg occupe la pole position, juste devant son coéquipier Lewis Hamilton ; Valtteri Bottas, troisième sur sa Williams FW37, précède les deux pilotes de la Scuderia Ferrari, Sebastian Vettel et Kimi Räikkönen. Tous les pilotes, hormis Pastor Maldonado, Felipe Massa, Marcus Ericsson et Alonso, sont chaussés des pneus les plus tendres proposés par Pirelli. À l'extinction des feux, les deux Mercedes s'élancent parfaitement, Rosberg gardant son avantage sur Hamilton ; Räikkönen, grâce à une manœuvre agressive, prend la troisième place au détriment de Bottas et Vettel dans le premier secteur juste avant la neutralisation de course ; en effet, dans le virage no 1, si les deux Red Bull RB11 empruntent l'échappatoire et reprennent la piste sans dégâts, Nico Hülkenberg, sixième sur la grille, part en tête-à-queue après avoir roulé sur le gazon artificiel : il entraîne Max Verstappen qui heurte le mur et, malgré quelques dégâts matériels et une crevaison, peut repartir mais provoque l'abandon d'Ericsson dont la Sauber C34 s'est retrouvée imbriquée dans la Force India VJM08B,,. 
Alors que la voiture de sécurité est immédiatement envoyée en piste, Verstappen et Romain Grosjean rentrent pour changer de pneus après une crevaison. Après un premier tour mouvementé, Rosberg précède Hamilton, Räikkönen, Bottas, Vettel, Sergio Pérez, Daniil Kvyat, Daniel Ricciardo, Jenson Button et Felipe Nasr. La course est relancée à la fin du troisième tour ; Rosberg conserve la tête alors que Bottas récupère la troisième place au détriment de Räikkönen. Rosberg se plaint via la radio que sa pédale d'accélérateur est cassée. Si la lutte fait rage entre Vettel et son coéquipier Räikkönen pour le gain de la quatrième place, elle est aussi rude entre les équipiers Red Bull Racing pour le gain de la septième. Dans le septième tour, Hamilton dépasse facilement Rosberg qui a manqué son freinage au virage no 1. Alors que ses ingénieurs lui déclarent : « Essaie de t'adapter, nous cherchons une solution », Bottas le passe aisément, ainsi que le reste du peloton : Rosberg rentre au ralenti dans la voie des stands pour abandonner. Après dix tours, Hamilton roule en tête devant Bottas, Räikkönen, Vettel, Pérez, Kvyat, Ricciardo, Nasr, Massa et Maldonado,,. 
Hamilton compte plus de trois secondes d'avance sur Bottas au moment où, dans le peloton, Button est dépassé par Maldonado et Carlos Sainz. Dans le douzième tour, Romain Grosjean, en passant à l'extérieur de la trajectoire idéale, recueille des boulettes de gomme sur ses pneumatiques et perd toute adhérence du train arrière dans le virage no 3 ; il heurte très violemment les barrières de « Tech-Pro » et provoque une seconde sortie de la voiture de sécurité. Plusieurs pilotes, dont Pérez et Ricciardo, en profitent pour changer de pneumatiques. Alors que les commissaires de piste réparent les barrières, Hamilton se plaint de la lenteur de la voiture de sécurité qui provoque une baisse excessive de la température de ses pneus. Après quinze tours, Hamilton devance Bottas, Räikkönen, Vettel, Kvyat, Nasr, Massa, Maldonado, Pérez et Ricciardo,,.  
La course est relancée au dix-septième tour et Hamilton conserve la tête devant Bottas en réalisant le meilleur tour en course avec ses pneus froids ; Vettel dépasse Räikkönen mais l'accrochage est évité de justesse : Vettel a poussé son équipier dehors au premier freinage mais le Finlandais est resté devant en passant à fond dans l'échappatoire avant de s'incliner. Bottas chausse les pneus tendres au vingt-sixième tour après avoir concédé trois secondes aux Ferrari dans les deux tours précédant son arrêt. À l'issue des arrêts aux stands, Vettel réussit l'undercut et pointe devant Bottas tandis que Räikkönen a effectué la jonction avec son compatriote. Carlos Sainz, onzième, écope de cinq secondes de pénalité pour avoir coupé la ligne blanche en sortant des stands. Alors qu'Hamilton effectue son unique arrêt et repart sereinement en tête, Vettel passe Pérez. Bottas manque son dépassement sur Ricciardo, ce qui profite, un temps, à Räikkönen puisque Bottas récupère sa position. Après 38 tours, Hamilton devance Vettel, Pérez, Ricciardo, Bottas, Räikkönen, Sainz, Kvyat, Massa et  Button,,. 
Au tour suivant, Nasr passe Button et entre dans les points ; la lutte fait rage entre Kvyat qui résiste aux attaques de Massa. En tête de course, Pérez, Ricciardo, Bottas et Räikkönen, en lutte pour le podium, se tiennent dans un mouchoir. Vettel réalise le meilleur tour en course mais pointe encore à 12 secondes d'Hamilton. Massa passe Kvyat et s'empare de la huitième place puis son coéquipier Bottas dépasse Ricciardo et peut se lancer à l'attaque de Pérez qui souffre avec des pneus très usés. Räikkönen tente de passer Ricciardo par l'extérieur mais part au large et lui rend sa position. Au quarante-septième tour, Carlos Sainz part en tête-à-queue par deux fois à cause d'un disque de freins cassé et termine sa course dans les barrières de protection après avoir perdu un morceau d'aileron en piste, provoquant la neutralisation du secteur 3. Au tour suivant, Raïkkönen prend la cinquième place en dépassant Ricciardo qui abandonne quelques hectomètres plus tard sur problème de suspension, ce qui provoque la neutralisation du secteur 2 au moment où Bottas a rejoint Pérez. Dans le cinquante-et-unième tour, grâce à sa bonne vitesse de pointe, Pérez résiste pour la dernière fois à Bottas : dès la boucle suivante, dans le virage no 13, il est passé par Bottas et Räikkönen. Les deux Finlandais, désormais au coude à coude pour le gain de la troisième place, s'accrochent peu après : Bottas abandonne tandis que Räikkönen continue malgré son aileron cassé en s'attendant à une pénalisation en temps. Pérez récupère dès lors la troisième place,,. 
Hamilton remporte sa quarante-deuxième victoire en Formule 1 et rejoint ainsi son dauphin du jour, Sebastian Vettel. Sergio Pérez complète le podium devant Massa qui a dépassé Räikkönen au ralenti. Kvyat obtient la sixième place devant son public, suivi par Nasr, Maldonado, Button et Alonso. Peu après l'arrivée, Räikkönen est pénalisé de 30 secondes pour son accrochage avec Bottas et Alonso prend 5 secondes de pénalité pour avoir dépassé les limites de la piste à plusieurs reprises. Le classement est donc mis à jour à partir de la cinquième place, dévolue à Kvyat, qui devance Nasr, Maldonado, Räikkönen, Button et Max Verstappen qui entre dans les points aux dépens d'Alonso. Mercedes obtient dès l'issue de l'épreuve son second titre de champion du monde des constructeurs consécutif,,,.

### Classement de la course
| Pos. | no | Pilote           | Écurie                 | Tours | Temps/Abandon                            | Grille | Points |
| ---- | -- | ---------------- | ---------------------- | ----- | ---------------------------------------- | ------ | ------ |
| 1    | 44 | Lewis Hamilton   | Mercedes               | 53    | 1 h 37 min 11 s 024 (191,233 km/h)       | 2      | 25     |
| 2    | 5  | Sebastian Vettel | Ferrari                | 53    | + 5 s 953                                | 4      | 18     |
| 3    | 11 | Sergio Pérez     | Force India-Mercedes   | 53    | + 28 s 918                               | 7      | 15     |
| 4    | 19 | Felipe Massa     | Williams-Mercedes      | 53    | + 38 s 831                               | 15     | 12     |
| 5    | 26 | Daniil Kvyat     | Red Bull-Renault       | 53    | + 47 s 566                               | 11     | 10     |
| 6    | 12 | Felipe Nasr      | Sauber-Ferrari         | 53    | + 56 s 508                               | 12     | 8      |
| 7    | 13 | Pastor Maldonado | Lotus-Mercedes         | 53    | + 1 min 01 s 088                         | 14     | 6      |
| 8    | 7  | Kimi Räikkönen   | Ferrari                | 53    | + 1 min 12 s 358 (dont 30 s de pénalité) | 5      | 4      |
| 9    | 22 | Jenson Button    | McLaren-Honda          | 53    | + 1 min 19 s 467                         | 13     | 2      |
| 10   | 33 | Max Verstappen   | Toro Rosso-Renault     | 53    | + 1 min 28 s 424                         | 9      | 1      |
| 11   | 14 | Fernando Alonso  | McLaren-Honda          | 53    | + 1 min 31 s 210 (dont 5 s de pénalité)  | 19     |        |
| 12   | 77 | Valtteri Bottas  | Williams-Mercedes      | 52    | Accrochage avec Räikkönen                | 3      |        |
| 13   | 98 | Roberto Merhi    | Manor Marussia-Ferrari | 52    | + 1 tour                                 | 18     |        |
| 14   | 28 | Will Stevens     | Manor Marussia-Ferrari | 51    | + 2 tours                                | 17     |        |
| 15   | 3  | Daniel Ricciardo | Red Bull-Renault       | 47    | Suspension                               | 10     |        |
| Abd. | 55 | Carlos Sainz Jr. | Toro Rosso-Renault     | 45    | Freins                                   | 20     |        |
| Abd. | 8  | Romain Grosjean  | Lotus-Mercedes         | 11    | Accident                                 | 8      |        |
| Abd. | 6  | Nico Rosberg     | Mercedes               | 7     | Accélérateur                             | 1      |        |
| Abd. | 27 | Nico Hülkenberg  | Force India-Mercedes   | 0     | Accrochage avec Ericsson                 | 6      |        |
| Abd. | 9  | Marcus Ericsson  | Sauber-Ferrari         | 0     | Accrochage avec Hülkenberg               | 16     |        |

### Pole position et record du tour
- Pole position :  Nico Rosberg (Mercedes) en 1 min 37 s 113 (216,787 km/h)[27].
- Meilleur tour en course :  Sebastian Vettel (Ferrari) en 1 min 40 s 071 (210,379 km/h) au cinquante-et-unième tour[28].

### Tours en tête
- Nico Rosberg :  6 tours (1-6)[29]
- Lewis Hamilton :  47 tours (7-53)

## Classements généraux à l'issue de la course
| Pos. | Pilote           | Écurie               | Points |
| ---- | ---------------- | -------------------- | ------ |
| 1    | Lewis Hamilton   | Mercedes             | 302    |
| 2    | Sebastian Vettel | Ferrari              | 236    |
| 3    | Nico Rosberg     | Mercedes             | 229    |
| 4    | Kimi Räikkönen   | Ferrari              | 123    |
| 5    | Valtteri Bottas  | Williams-Mercedes    | 111    |
| 6    | Felipe Massa     | Williams-Mercedes    | 109    |
| 7    | Daniil Kvyat     | Red Bull-Renault     | 76     |
| 8    | Daniel Ricciardo | Red Bull-Renault     | 73     |
| 9    | Sergio Pérez     | Force India-Mercedes | 54     |
| 10   | Romain Grosjean  | Lotus-Mercedes       | 44     |
| 11   | Nico Hülkenberg  | Force India-Mercedes | 38     |
| 12   | Max Verstappen   | Toro Rosso-Renault   | 33     |
| 13   | Felipe Nasr      | Sauber-Ferrari       | 25     |
| 14   | Pastor Maldonado | Lotus-Mercedes       | 22     |
| 15   | Carlos Sainz Jr. | Toro Rosso-Renault   | 12     |
| 16   | Fernando Alonso  | McLaren-Honda        | 11     |
| 17   | Marcus Ericsson  | Sauber-Ferrari       | 9      |
| 18   | Jenson Button    | McLaren-Honda        | 8      |

| Pos.     | Écurie               | Points |
| -------- | -------------------- | ------ |
| Champion | Mercedes             | 531    |
| 2        | Ferrari              | 359    |
| 3        | Williams-Mercedes    | 220    |
| 4        | Red Bull-Renault     | 149    |
| 5        | Force India-Mercedes | 92     |
| 6        | Lotus-Mercedes       | 66     |
| 7        | Toro Rosso-Renault   | 45     |
| 8        | Sauber-Ferrari       | 34     |
| 9        | McLaren-Honda        | 19     |

## Statistiques
Le Grand Prix de Russie 2015 représente :
- la 18e pole position de sa carrière pour Nico Rosberg, sa troisième cette saison[32] ;
- la 42e victoire de sa carrière en Formule 1 pour Lewis Hamilton qui rejoint Sebastian Vettel au troisième rang des vainqueurs de Grand Prix[33],[34] ;
- la 41e victoire pour Mercedes en tant que constructeur[35] ;
- la 127e victoire pour Mercedes en tant que motoriste[36].

Au cours de ce Grand Prix :
- Mercedes Grand Prix remporte son deuxième titre de champion du monde des constructeurs[37] ;
- Derek Daly (64 engagements, 49 départs en Grands Prix entre 1978 et 1982 pour 45 points inscrits) est nommé assistant des commissaires de course pour ce Grand Prix[38].